# Jaguar europeu
El jaguar europeu (Panthera gombaszoegensis) és una espècie de mamífer carnívor extint que visqué fa 1,5 milions d'anys. És l'espècie de pantera europea més primerenca coneguda. Se'n coneixen restes fòssils del jaciment italià d'Olivola, així com d'altres localitats d'Itàlia sota el sinònim Panthera toscana. Anteriorment considerat el parent més proper o fins i tot una subespècie del jaguar (P. onca), avui en dia es creu que té un vincle més estret amb el tigre (P. tigris).
Els jaguars europeus eren més grossos que els de Sud-amèrica, de manera que probablement eren capaços d'abatre preses més grosses. S'ha descobert una forma similar a Panthera gombaszoegensis del Plistocè inferior de l'Àfrica oriental i ambdós tenien caràcters típics del lleó i el tigre.
El jaguar europeu era probablement un animal solitari. Sovint se l'ha considerat un fèlid silvícola, amb costums similars als del jaguar actual, tot i que treballs recents suggereixen que l'associació entre el jaguar europeu i els hàbitats boscosos no era tan estreta com sovint s'ha suposat.